# Balaena-Inseln
Die Balaena-Inseln sind eine kleine Gruppe felsiger Inseln nahe der Budd-Küste des ostantarktischen Wilkeslands. Sie liegen 16 km nordöstlich des Kap Folger.
Erstmals kartiert wurden sie anhand von Luftaufnahmen der United States Navy bei der von ihr durchgeführten Operation Highjump (1946–1947). Das Advisory Committee on Antarctic Names benannte sie nach der Balaena, einem britischen Fabrikschiff der Werft Harland & Wolff mit 15.715 Bruttoregistertonnen, von dem aus im Jahr 1947 die Budd- und die Knox-Küste kartiert wurde.